# Hurezu Mare, Satu Mare
Hurezu Mare este un sat în comuna Supur din județul Satu Mare, Transilvania, România.

 Acest articol despre o localitate din județul Satu Mare este deocamdată un ciot. Puteți ajuta Wikipedia prin completarea lui.